# Тимофеев, Иван Фёдорович
Иван Фёдорович Тимофеев — советский хозяйственный и государственный деятель, Герой Социалистического Труда.

## Биография
Родился в 1936 году в посёлке Дубравка. Член КПСС.
Окончил Новоалександровскую школу механизации сельского хозяйства.
В 1946—1991 — подпасок колхоза «Краснопольский» в деревне Солнцево Углегорского района Сахалинской области, тракторист Углегорской машинно-тракторной станции, звеньевой механизированного картофелеводческого звена совхоза «Краснопольский» Углегорского района Сахалинской области
Указом Президиума Верховного Совета СССР от 30 апреля 1966 года присвоено звание Героя Социалистического Труда с вручением ордена Ленина и золотой медали «Серп и Молот».
Делегат XXIII съезда КПСС.
Умер в 2011 году в Южно-Сахалинске.

## Награды и звания
- Герой Социалистического Труда (30.04.1966)
- Орден Ленина (30.04.1966)
- Орден Октябрьской Революции (11.12.1973)